# Sankt Sebastian, Steiermark
Sankt Sebastian är en ort i kommunen Mariazell i distriktet Bruck-Mürzzuschlag i förbundslandet Steiermark i Österrike. 
Sankt Sebastian var tidigare en självständig kommun, men blev 1 januari 2015 en del av Mariazell. Kommunen bestod av två orter (Ortschaften) (inom parentes invånarantal 1 januari 2024):
- Grünau (98)
- Sankt Sebastian (852)

I Sankt Sebastian ligger järnvägsstationen Mariazell, ändstation på Mariazellbanan.